# Shazam! Fury of the Gods
Shazam! Fury of the Gods är en amerikansk superhjältefilm från 2023, baserad på DC Comics karaktär Shazam. Den är regisserad av David F. Sandberg, med manus skrivet av Henry Gayden och Chris Morgan. Filmen är uppföljaren till Shazam! från 2019 och den tolfte filmen i DC Extended Universe (DCEU).
Filmen hade biopremiär i Sverige den 15 mars 2023, utgiven av Warner Bros.

## Rollista (i urval)
- Zachary Levi och Asher Angel – Billy Batson / Shazam
- Adam Brody och Jack Dylan Grazer – Frederick "Freddy" Freeman
- Rachel Zegler – Anthea / Anne
- Grace Caroline Currey – Mary Bromfield
- Ian Chen och Ross Butler – Eugene Choi
- D.J. Cotrona och Jovan Armand – Pedro Peña
- Meagan Good och Faithe Herman – Darla Dudley
- Lucy Liu – Kalypso
- Helen Mirren – Hespera
- Djimon Hounsou – Trollkarlen Shazam
- Cooper Andrews – Victor Vázquez
- Marta Milans – Rosa Vázquez
- Gal Gadot – Diana Prince / Wonder Woman
- Jennifer Holland – Emilia Harcourt
- Steve Agee – John Economos
- Mark Strong – Thaddeus Sivana